# Teresa Portela
Teresa Portela, född den 30 oktober 1987 i Esposende, Portugal, är en portugisisk kanotist.
Hon tog bland annat VM-brons i K-4 200 meter i samband med sprintvärldsmästerskapen i kanotsport 2009 i Dartmouth Kanada.